# 巢田祐里子
巢田祐里子（1965年5月6日—），日本漫畫家。東京都出身。

## 作品
- 異界繁盛記 – 雛屋☆商店、全6冊、原名《異界繁盛記 ひよこや商店（日语：異界繁盛記 ひよこや商店）》
- 秘寶劍客、全1冊、原名
- 《魔境學園》系列
  1. 舊名《魔龍小子》、全2冊、原名《魔境学園風雲記 ハーフ&ハーフ（日语：魔境学園風雲記 ハーフ&ハーフ）》
  2. 魔境學園風雲記、全2冊、原名《魔境学園風雲記　HYPER ＨＡＬＦ＆ＨＡＬＦ（日语：魔境学園風雲記 ハーフ&ハーフ）》
- 學園特務S×S、全2冊、原名
- 逢魔警察 - 空與嵐、2冊待續
原名，第3冊以後改名為《逢魔警察 ソラとアラシ（日语：逢魔警察 ソラとアラシ）》

## 外部連結
- （日語）[永久]（作者的公式網站）
- （日語）